# Torneo Femenino Apertura 2006 (Argentina)
El Torneo Femenino Apertura 2006 fue la vigésima primera edición del Campeonato Femenino de Fútbol organizado por la Asociación del Fútbol Argentino. Participaron nueve equipos y el campeón fue Boca Juniors luego de vencer a San Lorenzo en un partido de desempate, ya que ambos equipos habían igualado en puntos en la primera posición de la tabla.

## Equipos participantes
| Equipo                  | Ciudad        |
| ----------------------- | ------------- |
| Boca Juniors            | Buenos Aires  |
| Estudiantes (LP)        | La Plata      |
| Gimnasia y Esgrima (LP) | La Plata      |
| Huracán                 | Buenos Aires  |
| Independiente           | Avellaneda    |
| Lugano                  | Buenos Aires  |
| Platense                | Vicente López |
| River Plate             | Buenos Aires  |
| San Lorenzo             | Buenos Aires  |

## Tabla de posiciones
| Pos. | Equipo                  | Pts. | PJ | PG | PE | PP | GF | GC | Dif. |
| ---- | ----------------------- | ---- | -- | -- | -- | -- | -- | -- | ---- |
| 01.º | Boca Juniors            | 22   | 8  | 7  | 1  | 0  | 48 | 4  | 44   |
| 02.º | San Lorenzo             | 22   | 8  | 7  | 1  | 0  | 43 | 4  | 39   |
| 03.º | Independiente           | 18   | 8  | 6  | 0  | 2  | 45 | 16 | 29   |
| 04.º | River Plate             | 15   | 8  | 5  | 0  | 3  | 24 | 12 | 12   |
| 05.º | Lugano                  | 10   | 8  | 3  | 1  | 4  | 8  | 19 | −11  |
| 06.º | Estudiantes (LP)        | 10   | 8  | 3  | 1  | 4  | 11 | 24 | −13  |
| 07.º | Gimnasia y Esgrima (LP) | 6    | 8  | 2  | 0  | 6  | 11 | 15 | −4   |
| 08.º | Huracán                 | 3    | 8  | 1  | 0  | 7  | 5  | 36 | −31  |
| 09.º | Platense                | 0    | 8  | 0  | 0  | 8  | 3  | 68 | −65  |

|  | Al salir igualados en puntos debieron jugar un partido de desempate por el campeonato. |

## Abandonos
Gimnasia y Esgrima abandonó el torneo luego de jugar la fecha 6. Los rivales que le faltó enfrentar ganaron automáticamente los puntos sin jugar.

## Resultados

### Fecha 1
| 9 de septiembre de 2006 | Independiente                                                                             | 7 - 3   | Huracán   |  |  |
|                         | Johana Bracamonte · Analía Hirmbruchner · Paola Sergio · Liliana Casas · Ludmila Manicler | Reporte | - · - · - |  |  |

| 9 de septiembre de 2006 | Lugano | 0 - 1   | River Plate       | Brisa del Sur, Ciudadela |  |
|                         |        | Reporte | Sol Domínguez 56' |                          |  |

| 10 de septiembre de 2006 | Estudiantes (LP) | 7 - 1 | Platense |  |  |

| 10 de septiembre de 2006 | San Lorenzo      | 1 - 1   | Boca Juniors                    |                          |                          |
|                          | María Tierri 59' | Reporte | Andrea Ojeda 63' · Eva González | Árbitra: Salomé Di Iorio | Árbitra: Salomé Di Iorio |

Gimnasia y Esgrima (LP) libre.

### Fecha 2
| 30 de septiembre de 2006 | Platense | 0 - 7 | Gimnasia y Esgrima (LP) |  |  |

| 30 de septiembre de 2006 | River Plate         | 1 - 2   | San Lorenzo | River Plate, Ezeiza                    |                                        |
|                          | María Pía Gómez 32' | Reporte | - · -       | Árbitro(s): Estela Álvarez de Oliveira | Árbitro(s): Estela Álvarez de Oliveira |

| 1 de octubre de 2006 | Boca Juniors                                                                 | 9 - 0   | Estudiantes (LP) |  |  |
|                      | Rosana Gómez · Andrea Ojeda · Miriam Britos · Clarisa Huber · Valeria Cotelo | Reporte |                  |  |  |

| 1 de octubre de 2006 | Huracán | 0 - 1 | Lugano |  |  |

Independiente libre.

### Fecha 3
| 7 de octubre de 2006 | Gimnasia y Esgrima (LP) | 0 - 3   | Boca Juniors                                    |                              |                              |
|                      |                         | Reporte | Rosana Gómez 42' · Miriam Britos 62' · Yeyo 63' | Árbitra: María Eugenia Rocco | Árbitra: María Eugenia Rocco |

| 7 de octubre de 2006 | Lugano | 1 - 5 | Independiente |  |  |

| 7 de octubre de 2006 | San Lorenzo | 9 - 0 | Huracán |  |  |

| 8 de octubre de 2006 | Estudiantes (LP) | 0 - 4   | River Plate                                                           | auxiliar 53 y 1, La Plata    |                              |
|                      |                  | Reporte | María Pía Gómez 7' 11' · Joy Cáceres 53' · Catalina Pérez Castaño 90' | Árbitro(s): Cristian Benítez | Árbitro(s): Cristian Benítez |

Platense libre.

### Fecha 4
| 14 de octubre de 2006 | Huracán | 0 - 1 | Estudiantes (LP) |  |  |

| 14 de octubre de 2006 | River Plate                                                                         | 4 - 0   | Gimnasia y Esgrima (LP) | River Plate, Ezeiza |  |
|                       | Evangelina Testa 8' · María Pía Gómez 24' · Alejandra Giménez 26' · Joy Cáceres 64' | Reporte |                         |                     |  |

| 16 de octubre de 2006 | Boca Juniors | 15 - 0  | Platense |                              |                              |
|                       | Elizabeth Villanueva 1' 2' 34' 68' · Soledad Jaimes 8' 15' 72' · Miriam Britos 13' · Barbita Nuño 35' · Victoria Bedini 43' 49' 74' · Laura Enrriquez 56' · Leila Fuertes 70' · Vanesa Santana 83' | Reporte |          | Árbitro(s): Javier Fernandez | Árbitro(s): Javier Fernandez |

| 6 de diciembre de 2006 | Independiente                                 | 2 - 4   | San Lorenzo                                          |                                |                                |
|                        | Analía Hirmbruchner 5' · Ludmila Manicler 12' | Reporte | Diana Britez · Mariela Coronel 55' · Luciana Sánchez | Árbitro(s): Juan Pablo Belotti | Árbitro(s): Juan Pablo Belotti |

Lugano libre.

### Fecha 5
| 21 de octubre de 2006 | Gimnasia y Esgrima | 4 - 0 | Huracán |  |  |

| 21 de octubre de 2006 | Platense | 0 - 8   | River Plate | Platense, Ezeiza            |                             |
|                       |          | Reporte | María Pía Gómez 9' · Catalina Pérez Castaño 22' · Chechu Acevedo 45' 49' · Joy Cáceres 64' 86' · Sol Domínguez 70' · Mercedes Pereyra 78' | Árbitro(s): Mariano Rosetti | Árbitro(s): Mariano Rosetti |

| 21 de octubre de 2006 | San Lorenzo | 10 - 0 | Lugano |  |  |

| 22 de octubre de 2006 | Estudiantes (LP) | 1 - 7   | Independiente                                                            | City Bell, |  |
|                       | -                | Reporte | Gabriela Chávez · Analía Hirmbruchner · Julia Achaval · Ludmila Manicler |            |  |

Boca Juniors libre.

### Fecha 6
| 9 de diciembre de 2006 | Lugano              | 1 - 1   | Estudiantes (LP) | Brisas del Plata,        |                          |
|                        | Florencia Romero 5' | Reporte | Laura Novoa 83'  | Árbitra: Salomé Di Iorio | Árbitra: Salomé Di Iorio |

| 9 de diciembre de 2006                        | Independiente                                                                     | 5 - 0   | Gimnasia y Esgrima (LP) | Villa Domínico,            |                            |
|                                               | Liliana Casas · Paola Sergio · María Fiorotto · Daiana Cardone · Ludmila Manicler | Reporte |                         | Árbitro(s): Estela Álvarez | Árbitro(s): Estela Álvarez |
| Gimnasia se presentó con solo diez jugadoras. |                                                                                   |         |                         |                            |                            |

| 9 de diciembre de 2006 | Huracán | 2 - 0   | Platense | Huracán auxiliar,           |                             |
| | - · -   | Reporte |          | Árbitro(s): Gastón Iglesias | Árbitro(s): Gastón Iglesias |
| Suspendido a los 32'. Platense se presentó con solo siete jugadoras y una de ellas se lesionó. Se dispuso la continuación del partido para el 21 de diciembre, pero finalmente fue suspendido. |         |         |          |                             |                             |

| 9 de diciembre de 2006 | River Plate                                        | 2 - 3   | Boca Juniors                                                | River Plate, Ezeiza                           |                                               |
|                        | Catalina Pérez Castaño 16' · Alejandra Giménez 57' | Reporte | Miriam Britos 44' · Celeste Barbitta 70' · Andrea Ojeda 90' | Árbitro(s): Héctor Paletta / Norberto Sánchez | Árbitro(s): Héctor Paletta / Norberto Sánchez |

San Lorenzo libre.

### Fecha 7
| 13 de diciembre de 2006 | Boca Juniors | 12 - 0  | Huracán | Casa Amarilla,            |                           |
|                         | Elizabeth Villanueva · Andrea Ojeda · Clarisa Huber · Romina Ferro · Miriam Britos · Soledad Jaimes · Vanesa Santana | Reporte |         | Árbitro(s): Pablo Giménez | Árbitro(s): Pablo Giménez |

| 14 de diciembre de 2006 | Estudiantes (LP) | 0 - 2   | San Lorenzo                       | Estudiantes auxiliar,     |                           |
|                         |                  | Reporte | Mariela Coronel · Luciana Sánchez | Árbitro(s): Martín Bustos | Árbitro(s): Martín Bustos |

| 14 de diciembre de 2006 | Gimnasia y Esgrima (LP) | 0 - 1 | Lugano |  |  |
| No jugado.              |                         |       |        |  |  |

| 14 de diciembre de 2006 | Platense | 1 - 11  | Independiente                                                                                                  | Platense auxiliar,          |                             |
|                         | Zarza    | Reporte | Marina Fiorotto · Lorena Rodríguez · Paola Sergio · Gabriela Chávez · Joanna Bracamonte · Aixa Baumwollspinner | Árbitro(s): Rodrigo Pafundi | Árbitro(s): Rodrigo Pafundi |

River Plate libre.

### Fecha 8
| 14 de diciembre de 2006 | San Lorenzo | 1 - 0 | Gimnasia y Esgrima (LP) |  |  |
| No jugado.              |             |       |                         |  |  |

| 16 de diciembre de 2006 | Huracán | 0 - 2   | River Plate                             | La Quemita,             |                         |
|                         |         | Reporte | Alejandra Giménez 48' · Joy Cáceres 81' | Árbitra: Estela Álvarez | Árbitra: Estela Álvarez |

| 16 de diciembre de 2006 | Lugano                                                  | 4 - 1   | Platense       | Brisas del Plata, |  |
|                         | Florencia Romero · Sabrina Perricone · Vanesa Rodríguez | Reporte | Cinthia Galván |                   |  |

| 19 de diciembre de 2006 | Independiente | 1 - 4   | Boca Juniors                                                |  |  |
|                         | -             | Reporte | Marisa Gerez · Andrea Ojeda · Miriam Britos · Clarisa Huber |  |  |

Estudiantes (LP) libre.

### Fecha 9
| 14 de diciembre de 2006 | Gimnasia y Esgrima (LP) | 0 - 1 | Estudiantes (LP) |  |  |
| No jugado.              |                         |       |                  |  |  |

| 19 de diciembre de 2006 | Boca Juniors | 1 - 0 | Lugano |  |  |
| No jugado.              |              |       |        |  |  |

| 19 de diciembre de 2006 | Platense | 0 - 14  | San Lorenzo | Acassuso,                |                          |
|                         |          | Reporte | María Insaurralde 3' 6' 37' · Mariela Coronel 14' · Eliana Medina 22' · María Tierri 28' 50' · Analía Almeida 34' 51' 67' · Chantelle Paulette 36' 39' 65' · Rosalía Mandrile 62' | Árbitro(s): Diego Riccio | Árbitro(s): Diego Riccio |

| 21 de diciembre de 2006 | River Plate | 2 - 7   | Independiente                                                     | River Plate, Ezeiza |  |
|                         | - · -       | Reporte | Ludmila Manicler · Liliana Casas · Gabriela Chávez · Paola Sergio |                     |  |

Huracán libre.

## Partido de desempate
| 23 de diciembre de 2006 | San Lorenzo     | 0 - 4   | Boca Juniors                                            | Excursionistas,           |                           |
|                         | Graciela Correa | Reporte | Fabiana Vallejos 16' · Andrea Ojeda 20' · Miriam Britos | Árbitro(s): Diego Abeledo | Árbitro(s): Diego Abeledo |

## Campeón
| XXX                      |
| Boca Juniors 13.º título |